# Federatie van Joodse Gemeenschappen in Roemenië
De Federatie van Joodse Gemeenschappen in Roemenië (Roemeens: Federaţia Comunitatilor Evreieşti din România) of FCER is een Roemeense etnisch religieuze gemeenschapsorganisatie van de joodse minderheid. Dankzij het unieke Roemeense recht, is de partij verzekerd van ten minste één zetel in de Kamer van Afgevaardigden. Lijsttrekker van de partij is Silviu Vexler.